# Werner Melzer
Werner Melzer (* 2. Mai 1954 in Clausen) ist ein ehemaliger deutscher Fußballspieler. In der höchsten Spielklasse des deutschen Fußballs, der Bundesliga, spielte er für den 1. FC Kaiserslautern. Mit 374 Partien ist er in der Elitespielklasse der Rekordspieler der „Roten Teufel“ aus der Pfalz, mit denen er das Finale im DFB-Pokal 1975/76 und im DFB-Pokal 1980/81 erreichte. Vom DFB wurde Melzer in den Jahren 1978 und 1979 dreimal in der deutschen B-Nationalmannschaft eingesetzt.

## Sportliche Laufbahn

### Vereinskarriere
Heimatverein von Werner Melzer war der FK Clausen, mit dem er 1974 die Meisterschaft in der 1. Amateurliga Südwest gewann, Torschützenkönig dieser Liga wurde und das Halbfinale um die deutsche Amateurmeisterschaft erreichte. Melzer wechselte mit 20 Jahren zum 1. FC Kaiserslautern in die Fußball-Bundesliga. Neben dem Talent aus Clausen waren noch Johannes Riedl, Hans-Günther Kroth und Walter Frosch auf den Betzenberg gekommen. Unter Trainer Erich Ribbeck debütierte Melzer am Rundenstarttag, den 24. August 1974, bei einer 1:2-Auswärtsniederlage beim FC Schalke 04 in der Bundesliga. In der 56. Minute wurde er für Fritz Fuchs eingewechselt. Am Rundenende belegte der FCK den 13. Rang und Melzer hatte in 32 Ligaeinsätzen drei Tore erzielt. Er spielte aber nicht im Angriff, er kam im Mittelfeld oder in der Abwehr zum Zuge.
In seiner zweiten Bundesligasaison 1975/76 gehört er bereits mit Ernst Diehl, Ronnie Hellström, Hans-Günther Kroth, Reinhard Meier und Roland Sandberg zu jenen Aktiven, welche alle 34 Rundenspiele bestreiten und damit wesentlich zum Erreichen des siebten Tabellenplatzes beitragen. Überragender Torschütze war Klaus Toppmöller mit 22 Treffern. Im DFB-Pokal zog der FCK nach Siegen über VfR Mannheim (2:0), SV Blumenthal (5:1), SC Westfalia Herne (3:1), Eintracht Braunschweig (2:0), Fortuna Düsseldorf (3:0) und einem 4:2 im Halbfinale gegen Hertha BSC in das Endspiel am 26. Juni 1976 gegen den Hamburger SV ein. Melzer bestritt alle Pokalspiele, konnte aber auch die 0:2-Niederlage im Finale gegen die Hanseaten nicht verhindern. Der Ausfall von Torjäger Toppmöller nach seinem Autounfall war ein nicht zu kompensierender Verlust für die Lauterer.
Mit Übernahme der Trainingsleitung ab der Saison 1978/79 durch Karl-Heinz Feldkamp begann die Etablierung des FCK in der Spitzengruppe der Bundesliga. Melzer gehörte weiterhin dem Kreis der Leistungsträger an und belegte je zweimal den dritten (1979, 1980) und vierten (1981, 1982) Rang in der Bundesliga und zog 1981 auch ein weiteres Mal in das DFB-Pokalfinale ein.
Durch die guten Bundesligaplatzierungen kamen für Melzer und seine Mannschaftskollegen reizvolle Spiele im UEFA Cupl hinzu. Den ersten Einsatz hatte Melzer mit dem Rückspiel in der 1. Runde am 3. Oktober 1979 gegen den FC Zürich zu verzeichnen. Ohne ihn hatte der FCK in Zürich mit 3:1, das Spiel auf dem Betzenberg mit 5:1 gewonnen und er trug sich dabei im Mittelfeld als zweifacher Torschütze ein. In der Innenverteidigung agierten jetzt die „Hünen“ Hans-Peter Briegel und Hans-Günter Neues. Im Viertelfinale schieden Melzer und Kollegen am 19. März 1980 durch eine 1:4-Niederlage im Rückspiel gegen den FC Bayern München aus. Herausragend gestaltete sich die Saison 1981/82 im UEFA-Pokal: Über die Stationen Akademik Sofia, Spartak Moskau und den KSC Lokeren zog Lautern mit Melzer in das Viertelfinale gegen Real Madrid im März 1982 ein. Bei den „Königlichen“ verlor der FCK mit 1:3 Toren und beim Rückspiel am 17. März brachten zwei schnelle Tore von Friedhelm Funkel in der 7. und 14. Minute die Feldkamp-Schützlinge mit 2:0 in die Halbzeitpause. Wiederum ein Doppelschlag von Hans Bongartz und Norbert Eilenfeldt in der 50. und 56. Minute entschied das Spiel. Das sensationelle 5:0 glückte Reiner Geye in der 73. Minute. Im Halbfinale scheiterten die „Roten Teufel“ nach einem 1:1 im Hinspiel nach einer 1:2-Niederlage nach Verlängerung gegen IFK Göteborg.
Mit dem Einsatz am 34. Rundenspieltag, den 26. April 1986, einem 6:0-Auswärtserfolg beim Absteiger 1. FC Saarbrücken, beendete Werner Melzer seine zwölfjährige Bundesligalaufbahn. Der FCK-Bundesligarekordspieler verabschiedete sich mit den zwei Toren zum 5:0 und 6:0. Nach insgesamt 374 Bundesligaspielen mit 31 Toren beendete er seine Profilaufbahn und kehrte 1986 wieder in seine Heimat nach Clausen zurück und ließ beim dortigen FKC seine Spielerlaufbahn ausklingen.

### Auswahleinsätze
Seine drei Berufungen in die B-Nationalmannschaft erfolgten in der Trainerzeit von Feldkamp beim FCK: Am 19. Dezember 1978 in Bochum gegen die Niederlande (2:1), am 28. März in Aachen gegen die A-Elf Norwegens (3:0) und am 11. September 1979 im heimischen Betzenbergstadion gegen Rumänien (2:1). Bei allen drei Einsätzen fungierte der Mann aus Clausen als Libero. Gegen die Niederlande war für die Manndeckung als Vorstopper Ditmar Jakobs, in den zwei Spielen des Jahres 1979 Karl-Heinz Körbel zuständig. Der als „technisch sehr guter, leichtfüßiger, als einer der die Bälle ablief und nicht als Zweikampftyp“ beschriebene Libero, schaffte aber den Sprung in die A-Nationalmannschaft nicht.

## Trainerlaufbahn
Nach seiner aktiven Spielerlaufbahn arbeitete Werner Melzer als Trainer oder Co-Trainer. Beim 1. FC Kaiserslautern betreute er die Amateurmannschaft (1991 bis 1997). Unter Klaus Toppmöller, sein ehemaliger Mannschaftskamerad beim FCK, war Werner Melzer Co-Trainer beim 1. FC Saarbrücken und beim Hamburger SV. Nach seiner Co-Trainerzeit in Hamburg war Melzer beim Bezirksligisten FK Clausen Trainer. Das Traineramt legte er am 17. November 2009 nieder.

## Trivia
Als Spieler ist er für die FCK-Traditionsmannschaft aktiv.